# Узкоколейная железная дорога Издешковского известкового завода
УЖД Издешковского известкового завода — разобранная узкоколейная железная дорога в Издешковском районе Западной области РСФСР, с 1937 года в составе Смоленской области, с 1961 г. — в Сафоновском районе. Начальный пункт — пгт Издешково (ныне село). Находилась в ведении местного известкового завода (сейчас в руинах). Основным назначением дороги была доставка известняка от карьера у деревни Немцово до заводских цехов.

## История
В специальной литературе, посвященной известнякам Смоленской области, первое упоминание о разработке известняков в районе Издешкова отнесли к 1840 г. Однако в «Записках» знаменитого декабриста И. Д. Якушкина – владельца сельца Жуково (Ныне деревня что располагается невдалеке от Издешкова), мы обнаружим, что в 1819 г., находясь в своем имении, он так охарактеризовал хозяйственные занятия своих крестьян: 
Почва вообще в Смоленской губернии неплодотворна; при недостатке скота мои крестьяне не могли достаточно удобрять своих полей. Обыкновенно урожаи бывали очень скудны, так что собираемого хлеба едва доставало крестьянам на продовольствие и посев. Единственные их промыслы были зимою: извоз и добывание извести; и то, и другое доставляло незначительную прибыль…
Таким образом, крестьяне окружавших Издешково деревень издревле занимались ломкой известнякового камня и выжигом из него извести, которая продавалась в Вязьму, Дорогобуж и другие места. Добыча камня производилась преимущественно в зимний период, когда крестьяне были свободны от сельскохозяйственных работ. Из поколения в поколение переходил опыт распознавания наиболее выгодных мест залегания камня. Разработка его велась ямным способом: в поверхностном слое грунта до залегания камня выкапывался шурф. Стенки шурфа скреплял мороз. Затем приступали к добыче камня, для чего делали в слое известняка горизонтальные выработки. Камень на поверхность поднимался бадьей. Добытый известняк обжигали в ямах, и известь самими крестьянами отвозилась к потребителю, а с постройкой железной дороги – к станции Издешково перекупщикам.
В Издешковскую группу известковых месторождений в XX веке входили три месторождения: «Городище», «Кучино» и «Кумины Ямы». Они находились в 6-10 километрах к северу от станции Издешково, в бассейне реки Дымы и ее притока Гжелки.
В начале XX века в Издешково переселился вяземский купец Абрам Зеликин, который в широких размерах стал скупать камень и поставлять его для железной дороги и другого строительства. При станции Издешково Зеликиным были построены напольные печи, где выжигалась известь, также отправлявшаяся по железной дороге. К концу первого десятилетия XX века отгрузка известняка была развернута настолько широко, что население сорока окрестных деревень работало на Зеликина круглый год, добывая и подвозя камень к станции Издешково. Камень принимался с веса по цене сначала копейка за пуд, а затем, с увеличением спроса – по полторы и две копейки за пуд.
Повышенный спрос на известь и стремление увеличить доходы заставили Зеликина построить 14-камерную кольцевую печь, которая была пущена в действие в 1909 г. Каждая камера печи вмещала до 1 500 пудов камня и давала 750 пудов извести. Ее производительность составляла 4000 тонн в год (при восьмимесячной работе). Вторую кольцевую печь начали строить в 1910 г., а закончили строительство  и ввели в эксплуатацию только в 1926 г., уже после того, как завод был национализирован. Это объясняется тем, что в первые годы после Октябрьской революции завод испытывал большие затруднения в сбыте извести и подвозке топлива. Одной из причин ее долгого бездействия служило и то, что шатер печи в начале 1920-х гг. обрушился. Вторая печь первоначально имела 16 камер емкостью 2 200 пудов камня каждая. В 1928-1930 гг. к ней пристроили еще 12 камер. Производительность печи составляла 13,3 тысячи тонн в год.
В 1928 г. Смоленский губернский совет народного хозяйства принял решение о постройке от Издешковского известкового завода к карьеру «Кучино» узкоколейной дороги. Она была построена в 1929 году. Это позволило значительно увеличить объемы производства извести и построить в 1931/32 г. третью кольцевую печь. По неподтверждённым данным, по ней перевозился торф, использовавшийся в качестве топлива на известковом и находящимся в посёлке льнозаводе. Кроме  того, ежегодно добывались тысячи тонн бутового камня, использовавшегося при строительстве автомагистрали М1 «Беларусь», производившегося в предвоенные годы. 
Известковый завод способствовал расцвету Издешкова, но он же покрыл его слоем извести. Печи находились в центре поселка и в ветреную погоду известковая пыль разносилась по всему населенному пункту, оседая на улицах, крышах, набивалась в жилые помещения. 
К 1940 г. завод имел два карьера, оснащенных двумя экскаваторами ППГ-1,5 с емкостью ковша 1,5 кубометра, около 15 километров рельсовых путей, паровозы, мотовозы, узкоколейные вагоны, три кольцевые печи, электростанцию и значительный жилой фонд. Число рабочих, занятых на заводе и карьерах, достигало 450 человек.
Во время Великой Отечественной войны поселок Издешково был превращен в руины. Погиб и известковый завод: экскаваторы были сожжены и подорваны, подвижной состав – вывезен и частично приведен в негодность; пути разобраны, рельсы вывезены, мосты через реки уничтожены. 
Строительство нового известкового завода было запроектировано в другом месте, в полутора километрах от довоенного завода. Оно было начато уже в 1945 г., так как восстановление разрушенной Смоленщины требовало значительного количества извести. Первая механизированная шахтная печь была запущена в декабре 1947 г., вторая – в 1948 г., третья – к началу 1949 г. Одновременно со строительством печей на заводе были построены паровозное депо, механическая мастерская, водопровод и др. Вновь была проложена УЖД.
В 1957 году в адрес Издешковского известкового завода Истьинским машиностроительным заводом (Истье, Рязанская область) был отправлен мотовоз МД54-2. 
Согласно топографической карте, изданной в 1991 году, протяжённость магистральной линии железной дороги от завода до карьера составляла 7 километров. Кризис 1990-х годов тяжело ударил по экономическому развитию посёлка. Дорога была разобрана не позднее 1993 года. Возможно, главной причиной этого была необходимость ликвидации переезда через автомагистраль М1 «Беларусь». После упразднения УЖД сырьё стало доставляться на завод автомобилями. Вскоре завод был ликвидирован, как и другие предприятия посёлка. Сегодня от узкоколейной железной дороги осталась лишь песчанно-гравийная насыпь и железобетонные конструкции (опоры) двух мостов через реки Дыма и Дымица. Редко встречающиеся рельсовые крепления (путевые костыли и подкладки) являются предметами раскопок у местных жителей. 

## Галерея

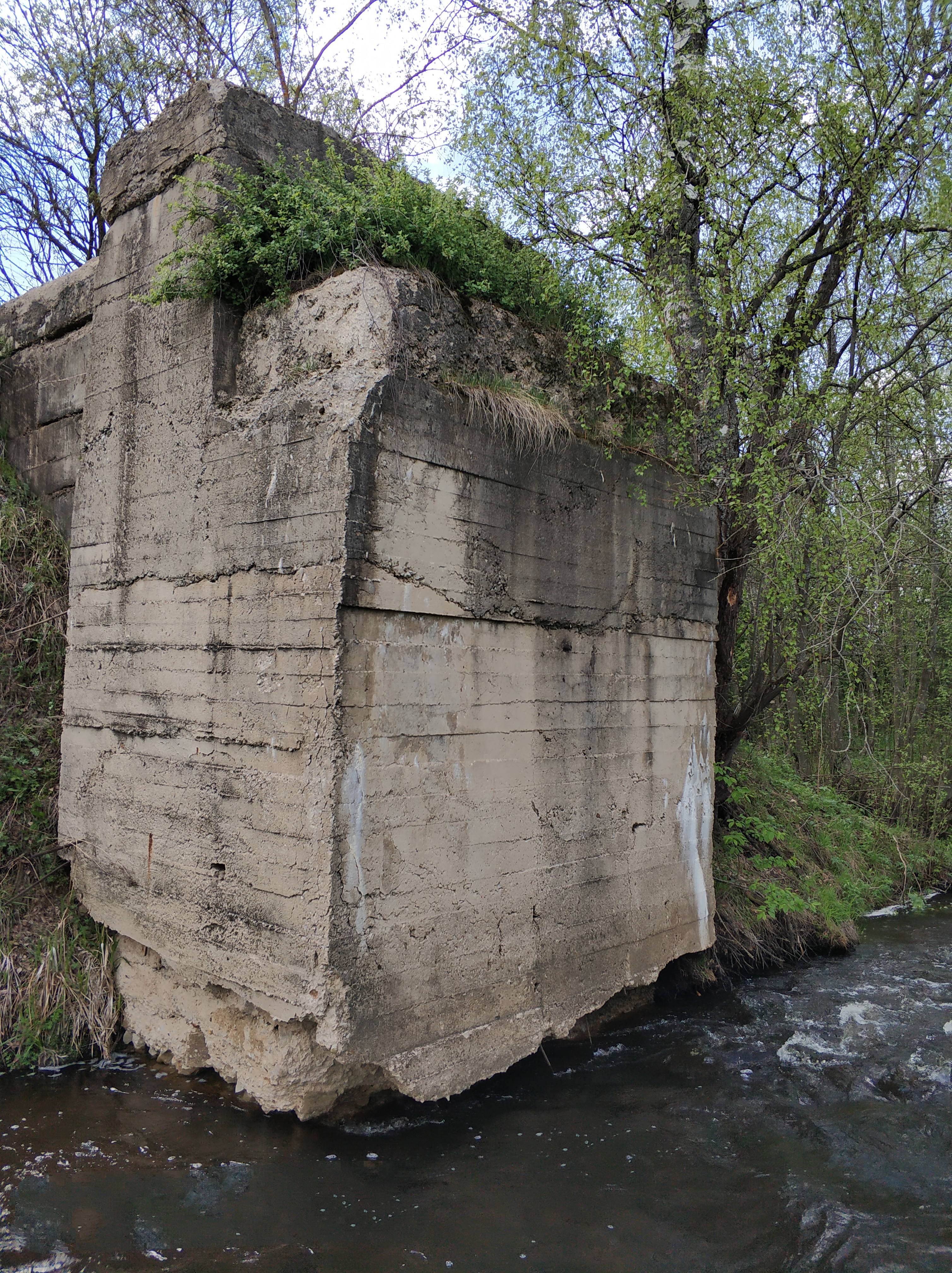
Железобетонная конструкция моста через р. Дыма